# Élisabeth IV
Élisabeth IV est une religieuse cistercienne qui fut la 20e abbesse de l'abbaye de la Cambre.